# 水田村

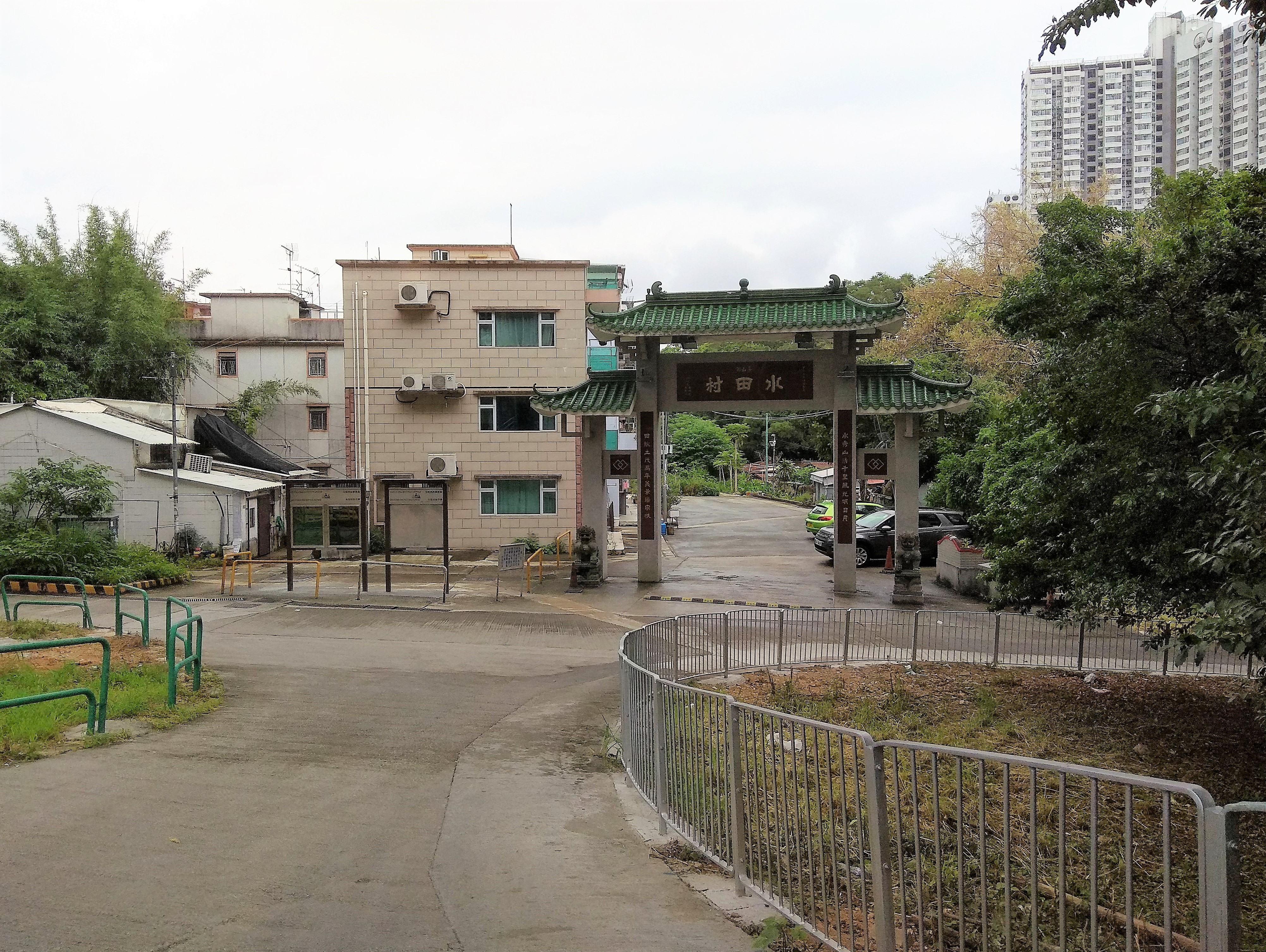
水田村村口與牌坊

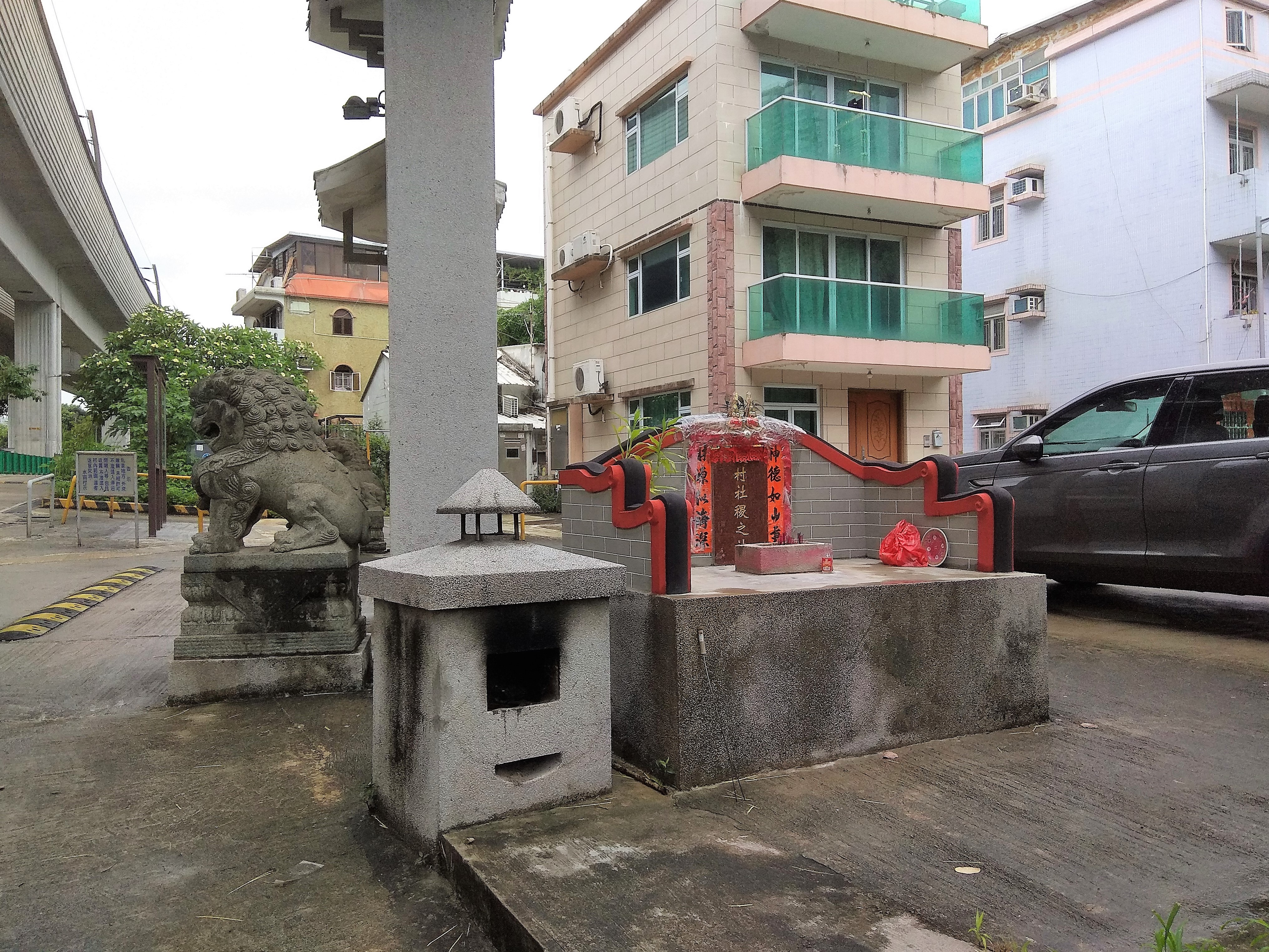
水田村牌坊旁邊的神壇

22°26′54″N 114°01′15″E / 22.448275°N 114.020796°E
水田村（英語：Shui Tin Tsuen）是香港一條位於元朗區橫洲的鄉村，是屏山鄉的一條原居民鄉村。水田村位處於鳳池路與宏達路交界，與朗屏邨為鄰。該村規模較少，建有十多間永久村屋和一群寮屋。

## 歷史
1935年，石崗陳氏遷到現址立村。1950年代，水田村有九戶31名居民，有陳、黃、周、劉氏居民。現時，水田村以黃氏居民為主。

## 行政劃分
水田村是屏山鄉鄉事委員會中37個鄉村代表之一。在選舉劃分上，該村被劃為屏山中選區。

## 外部連結
- 居民代表選舉水田村（屏山）的劃定現有鄉村範圍（2019至2022年） （页面存档备份，存于）